# QED (editor de texto)
QED, cuyo nombre deriva de Quick Editor, es un editor de texto informático orientado a líneas que fue desarrollado por Butler Lampson y L. Peter Deutsch para el sistema de tiempo compartido de Berkeley que se ejecutaba en el SDS 940. 

## Historia
QED fue implementado por L. Peter Deutsch y Dana Angluin entre 1965 y 1966. Ken Thompson escribió posteriormente una versión para CTSS, que destacó por introducir expresiones regulares. También reescribió QED en BCPL para Multics. 
Dennis Ritchie, Ken Thompson y Brian Kernighan escribieron los manuales para QED utilizados en Bell Labs. Dado que los autores fueron los principales desarrolladores del sistema operativo Unix, es natural que QED tuviera una fuerte influencia en los editores de texto clásicos de UNIX como ed y sed, y sus descendientes ex y sam, así como también en los lenguajes de programación AWK y Perl.